# Perlongipalpus
Perlongipalpus là một chi nhện trong họ Linyphiidae.